# Хоменко Микола Іванович
Микола Іванович Хоменко (1 березня 1945, с. Грузьке Київ. обл.) — друкар, лауреат Шевченківської премії 1983 року.

## Біографія
У 1961—64 роках навчався в Міському професійно-технічному училищі № 6 м. Києва; 1983-го закінчив технологічне відділення Львівського поліграфічного технікуму.
З 1983 — працював на Головному підприємстві РВО «Поліграфкнига» (з 1988 — заступник начальника офсетного цеху).

## Нагороди
Лауреат Шевченківської премії 1983 року — разом з Бойком, Ліпатовим (керівниками автор. групи), Кузнецовим, Матвєєвим, Новиковим, Шевченком — художники, Зубцем — складач, за впровадження нових принципів конструювання, оформлення та поліграфічного виконання творів класиків марксизму-ленінізму та діячів комуністичного і робітничого руху (К. Маркса «Капітал», «Громадянська війна у Франції»; Г. Димитрова «І все-таки вона крутиться!..»).